# Camp Bassano

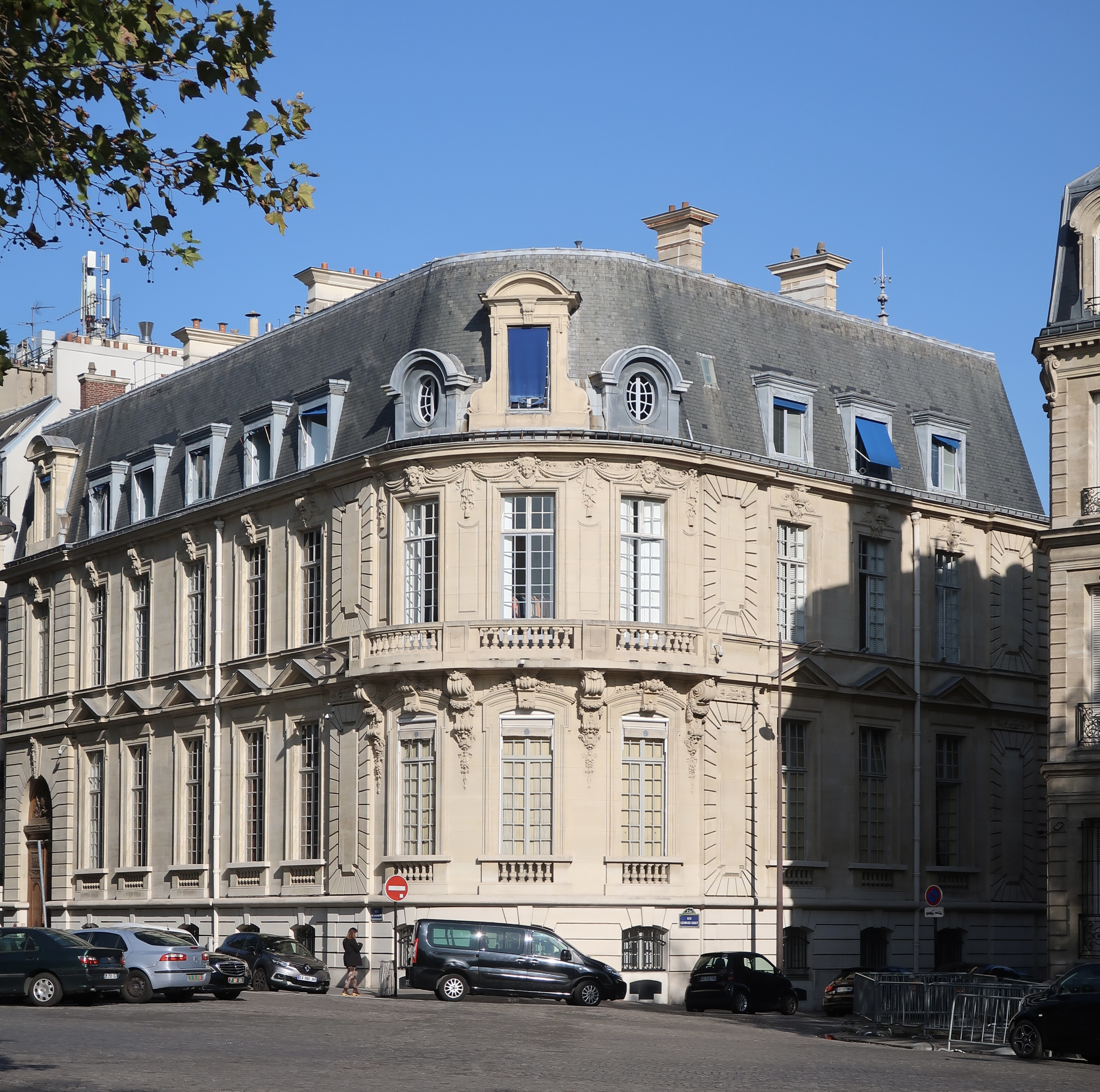
L'hôtel Cahen d'Anvers, dans lequel était installé le camp Bassano.

Le camp Bassano est un camp de travail forcé dirigé par les nazis, installé dans le 16e arrondissement de Paris entre mars et août 1944. Il est situé au 2 rue de Bassano dans l'hôtel Cahen d’Anvers, confisqué par les Allemands en 1942 à ses propriétaires juifs, les Cahen d'Anvers, pour y faire travailler des Juifs raflés. Il s'agit, avec le camp d'Austerlitz et le camp Lévitan, de l'une des trois annexes parisiennes du camp de Drancy. 

## Histoire
L'hôtel Cahen d'Anvers est un hôtel particulier construit en 1880, pour le comte Louis Cahen d'Anvers et sa femme Louise de Morpurgo. Réquisitionné par les Allemands aux Cahen d'Anvers en 1942, Il devient une annexe du camp de Drancy: des Juifs raflés y confectionnent des vêtements haut-de-gamme pour les gradés SS. Le camp Bassano est établi en mars 1944.
Le 2 de la rue de Bassano est un immeuble de la Gestapo, un centre d'interrogatoire, pour entre autres Olga Bancic (Golda Bancic, alias Pierrette, membre des FTP-MOI de la région parisienne, décapitée en Allemagne).
Le camp Bassano emploie 50 prisonniers. Tous les prisonniers des annexes de Drancy (Bassano, camp d'Austerlitz et camp Lévitan) sont ramenés au camp de Drancy le 12 août 1944, et devaient partir dans le dernier convoi vers les camps de la mort mais le camp de Drancy est libéré le 17 août 1944,.